# إيفانا هونج
إيفانا هونج (بالإنجليزية: Ivana Hong)‏ هي لاعبة جمباز فني أمريكية، ولدت في 11 ديسمبر 1992 في ورسستر في الولايات المتحدة.

## وصلات خارجية
- إيفانا هونج على موقع الاتحاد الدولي للجمباز (licence) (الإنجليزية)
- إيفانا هونج على موقع الاتحاد الدولي للجمباز (biography) (الإنجليزية)
- إيفانا هونج على موقع الاتحاد الأمريكي للجمباز (الإنجليزية)